# 青木真弓
青木真弓（日语：／ Aoki Mayumi，1953年5月1日—），日本女子游泳运动员，主攻蝶泳。她曾代表日本参加1972年夏季奥林匹克运动会游泳比赛，获得女子100米蝶泳金牌。